# Grupo Schmidt
El Grupo Schmidt es un grupo empresarial alemán que opera casinos con máquinas tragamonedas. La sede del grupo es Coesfeld en Renania del Norte-Westfalia
Con una facturación anual de alrededor de 290 millones de euros y más de 2.700 empleados, la compañía opera alrededor de 180 salas de juegos. Después de los líderes de la industria, Gauselmann y Löwen Play, el Grupo Schmidt es el tercer mayor operador de casinos de máquinas tragamonedas.
En 2007, el Grupo Schmidt se hizo cargo del fabricante de máquinas expendedoras de Berlín, Bally Wulff. Bally Wulff emplea alrededor de 220 personas y genera 50 millones de euros.
El socio principal es Ulrich Schmidt, que era un empleado temporal del Grupo Gauselmann. A mediados de los años ochenta comenzó su propio negocio. El director gerente es ahora su hijo Arne Schmidt.
Según Ulrich y Arne Schmidt es una protección de los jugadores contra la adicción al juego un interés de la empresa, los adictos al juego expulsaron a los otros invitados. En 2007, el grupo introdujo un concepto de prevención para adictos al juego y personal de servicio capacitado para abordar la adicción del sospechoso al juego . En 2011 hubo alrededor de cien conversaciones de mediación.

## Patrocinio
El Grupo Schmidt está activo como patrocinador de equipos de balonmano regionales y nacionales; desde 2010 es la principal patrocinadora del equipo nacional de mujeres alemanas en balonmano.